# Житовля
Житовля (бел. Жыто́ўля) — посёлок в Тереничском сельсовете Гомельского района Гомельской области Республики Беларусь.

## География

### Расположение
В 26 км на северо-запад от Гомеля.

### Гидрография
На реке Уза (приток реки Сож).

## Транспортная сеть
Автодорога Жлобин — Гомель. Планировка состоит из прямолинейной улицы, ориентированной с юго-запада на северо-восток. Застроена двусторонне деревянными домами усадебного типа.

## История
Основан в начале XX века переселенцами из соседних деревень. В 1926 году в Телешевско-Руднянском сельсовете Уваровичского района Гомельского округа. В 1930 году организован колхоз «Красная дубрава», с 1933 года работали кирпичный завод, ветряная мельница, кузница. Во время Великой Отечественной войны 23 жителя погибли на фронте. В 1959 году в составе колхоза имени А.В. Суворова (центр — деревня Рудня-Телешевская).
До 1 августа 2008 года в составе Телешевского сельсовета.

## Население

### Численность
- 2004 год — 97 хозяйств, 251 житель.

### Динамика
- 1926 год — 58 дворов, 321 житель.
- 1959 год — 306 жителей (согласно переписи).
- 2004 год — 97 хозяйств, 251 житель.